# Santiago López (Fußballspieler, 1982)
Santiago López, vollständiger Name Santiago Tabaré López Bruzzese, (* 8. Mai 1982 in Montevideo) ist ein uruguayischer Fußballspieler.

## Karriere

### Vereine
Der 1,76 Meter große Offensivakteur "Bigote" López spielte in der Jugend bis zur "Quinta" für Bella Vista. Im Alter von 14 bis 15 Jahren gab er jedoch den Sport zunächst auf und war nicht mehr im Verein aktiv. Erst 2001 schloss er sich nach einem Probetraining bei der "Tercera" dem Team von Villa Española an. Bereits nach wenigen Wochen rückte er in die in der zweithöchsten uruguayischen Spielklasse antretende Erste Mannschaft auf, die am Saisonende aufstieg. Er verblieb bis Ende 2004 in Reihen des Klubs. In den beiden Folgejahren war er Spieler des Club Atlético Rentistas, für den er in der Saison 2005/06 in 13 und in der Spielzeit 2006/07 in zehn Partien der Primera División auflief. Ein Tor schoss er dabei nicht. 2007 war er für den Tacuarembó FC aktiv. In der Clausura 2007 stehen dort sechs Erstligaeinsätze (kein Tor) für ihn zu Buche. In der ersten Jahreshälfte 2008 gehörte er wieder dem Kader Villa Españolas an. Mit je nach Quellenlage 25 oder 20 Saisontreffern wurde der dort Torschützenkönig der Segunda División Anfang August 2008 verpflichteten ihn die Montevideo Wanderers. 15 absolvierten Erstligabegegnungen mit fünf persönlichen Torerfolgen in der Saison 2008/09 folgten in der Apertura 2009 zehn weitere Erstligaeinsätze mit einem Treffer. Von Januar bis Mitte Juli 2010 folgte ein Engagement beim argentinischen Klub CSD Defensa y Justicia. Dem schloss sich eine. bis Mitte Juni 2011 währende Karrierestation bei Bella Vista an. Beim Klub aus Montevideo lief er in der Saison 2010/11 in 27 Erstligaspielen auf und traf fünfmal ins gegnerische Tor. Anschließend setzte er seine Karriere in Guatemala bei CSD Suchitepéquez fort. Dort bestritt er 23 Ligabegegnungen und schoss sieben Tore. Mitte Januar 2012 kehrte er nach Uruguay zurück und spielte fortan erneut für Rentistas. Bei den Montevideanern kam er in der Clausura 2012 in zwölf Partien (zwei Tore) der höchsten uruguayischen Spielklasse zum Einsatz. Ende Juni 2012 wechselte er zu CSD Municipal. Bei den Guatemalteken absolvierte er 32 Ligaspiele und schoss drei Tore. Zudem kam er zweimal (kein Tor) in der CONCACAF Champions League zum Einsatz. Seit Mitte September 2013 ist abermals Villa Española sein Arbeitgeber. Er stieg mit dem Klub aus der Segunda División Amateur in die Segunda División auf. Dort bestritt er in den Spielzeiten 2014/15 und 2015/16 insgesamt 45 Zweitligaspiele, in denen er 21 Torerfolge vorweisen kann. Es folgte unter seiner Führung als Mannschaftskapitän in elf Spielen ein weiterer Aufstieg in die Primera División. In der Saison 2016 wurde er 14-mal in der Liga eingesetzt und schoss drei Tore.
Ohne zeitliche Datierung werden auch Engagements beim Brasiliense FC und bei Juventud für ihn geführt.

### Erfolge
- Torschützenkönig der Segunda División (Uruguay): 2007/08